# Telchinia igola
Telchinia igola is een vlinder uit de familie van de Nymphalidae. De wetenschappelijke naam van de soort is voor het eerst gepubliceerd in 1889 door Roland Trimen.

## Verspreiding
De soort komt voor in Tanzania, Malawi, Zambia, Mozambique, Zimbabwe en Zuid-Afrika.

## Waardplanten
De rups leeft op Scepocarpus trinervis (Urticaceae).